# カムバル、カリバル
『カムバル、カリバル』（タガログ語: Kambal, Karibal）は、フィリピンのテレビドラマ。GMAネットワークで2017年11月27日から2018年8月3日まで放送された。

## 登場人物
クリサンタ「クリサン」エンリケス・マグパンタイ / ビクトリア・エンリケス・マグパンタイ
演：ビアンカ・ウマリ
ディエゴ・オカンポ・デ・ビジャ
演：ミゲル・タンフェリックス
クリセルダ「クリセル」エンリケス・マグパンタイ / アマンダ・エンリケス・マグパンタイ
演：ポーリン・メンドーサ
フランチェスカ「チェスカ」エンリケス・デ・ビジャ / グレース・アキーム・ナザール
演：カイリーン・アルカンタラ